# Patków-Prusy
Patków-Prusy (Prusy) – nieoficjalny przysiółek wsi Patków w Polsce położona w województwie mazowieckim, w powiecie łosickim, w gminie Łosice.
Wierni Kościoła rzymskokatolickiego należą do parafii św. Apostołów Piotra i Pawła w Niemojkach.
W latach 1975–1998 miejscowość należała administracyjnie do województwa bialskopodlaskiego.